# Romerska riket
Romerska riket eller romarriket, även kallat romerska civilisationen eller antikens Rom (med flera), var en kulturell, militär och politisk enhet som utgick från staden Rom och så småningom kom att dominera hela medelhavsområdet och stora delar av Europa. Antiken är namnet på perioden cirka 800 f.Kr–500 e.Kr. inom den grekiska och romerska historien. Den romerska kulturen anses vara en av dem som har spelat störst roll i världshistorien.
Enligt traditionen grundades Rom av tvillingarna Romulus och Remus år 753 f.Kr. Fram till år 509 f.Kr. var romarriket ett kungadöme och därefter en republik som mellan 44 och 27 f.Kr. gradvis omvandlades till ett kejsardöme. Det romerska kejsardömet delades år 395 e.Kr. i Västrom och Östrom. Den siste västromerske kejsaren Romulus Augustulus avsattes år 476 e.Kr. Den östra rikshalvan, det östromerska riket, senare känt som det Bysantinska riket, levde kvar under medeltiden ända fram till år 1453 e.Kr., då de turkiska osmanerna erövrade Konstantinopel. De svenska benämningarna romerska riket och romarriket avser dock normalt endast den antika perioden då Rom var maktcentrum.
Under sin första tid var Rom en kungastyrd stadsstat som vi i dag inte vet så mycket om men som enligt den gängse romerska historieskrivningen leddes av sju kungar. Den siste av dem, den etruskiske Tarquinius Superbus, avsattes år 509 f.Kr. då den romerska republiken grundades.
Republikens första tid präglades av motsättningar mellan bördsaristokratin (patricierna) och den stora befolkningsmajoriteten (plebejerna), något som gradvis löstes genom att även plebejer kunde väljas till ämbeten och ingå i senaten. De olika städerna och byarna i närområdet låg ofta i fejd med varandra, och under 300-talet erövrade Rom allt större delar av den Apenninska halvön. De besegrade gjordes till medborgare eller allierade med skyldighet att bidra med soldater till Roms växande krigsmakt.  
År 264 f.Kr. kontrollerade Rom hela det italienska fastlandet söder om Poslätten. Den största militära utmaningen under denna tid kom från staden Karthago i Nordafrika. Mellan åren 264 och 146 f.Kr. fördes de tre så kallade puniska krigen mellan dessa makter. Det sista kriget slutade med att Rom brände ned Karthago med marken och att romarna, som en symbolisk handling, plöjde upp marken och spred salt i jorden så inget skulle kunna växa där. De överlevande männen, kvinnorna och barnen togs tillfånga och gjordes till slavar.
År 83 f.Kr. utbröt ett inbördeskrig mellan de två generalerna Lucius Sulla och Gaius Marius. Sulla invaderade Rom och utropade sig själv till diktator, men avgick efter två år. År 60 f.Kr. bildade Julius Caesar, Pompejus och Marcus Licinius Crassus ett triumvirat som innebar att de tre delade på makten. Stridigheter utbröt dock mellan de tre och Caesar kunde, efter att ha besegrat sina konkurrenter, styra riket som diktator från 47 f.Kr. till 44 f.Kr. då han mördades av sina rivaler. Han hade redan innan utsett sin syster Julias barnbarn Gaius Octavius till sin efterföljare på tronen. Octavius styrde framgångsrikt romerska riket i femtiosex år; han stabiliserade gränserna, omstrukturerade den statliga administrationen, förbättrade infrastrukturen, underlättade handeln och genomförde betydelsefulla kulturella projekt. År 27 f.Kr. gav senaten honom namnet Augustus som betyder ”helig” eller ”ärevärdig” och bekräftade hans position som Princeps vilket betyder "den förste/främste". Detta markerar övergången från republik till kejsardöme i Roms historia. Från och med denna tidpunkt är Rom ett enat imperium med makten i händerna på kejsaren.
Kejsartiden brukar indelas i principatet och dominatet. Principatet, som sträcker sig mellan 27 f.Kr. och 284 e.Kr., har fått sitt namn från kejsarens beteckning princeps senatus (”förste man i senaten”). Dominatet varade under perioden 284–476 e.Kr. År 324 blev kristendomen officiellt erkänd och en rikskyrka grundades. Romarriket plågades vid denna tid av oroligheter kring gränserna. Efter ett stort antal krig och invasioner avsattes slutligen den sista västromerska kejsaren Romulus Augustulus år 476 av germanen Odovakar. Östromerska riket skulle dock komma att bestå ända till 1453.

## Historia
Att ange ett årtal och till och med ett datum för stadens grundande var ett sätt för senare tiders romare att etablera en lång och ärorik historia. I verkligheten är Rom, liksom de allra flesta städer, resultatet av en gradvis utveckling. Det finns få eller inga skrivna källor från tiden före 200 f.Kr., och de berättelser som romarna själva baserade sin historieuppfattning på är nedskrivna under århundradet kring vår tideräknings början. Den viktigaste av dessa ”historiker” var Titus Livius, död år 17 e.Kr. Även om de var tveksamma till vissa fantastiska inslag så såg Livius och hans samtida de traditionella berättelserna som i stort sett historiskt sanna. Ett tecken på detta var att det fördes en debatt om grundläggningsårtalet, där vissa förespråkade år 814 f.Kr. och där året 753 f.Kr. etablerades som sant av Marcus Terentius Varro (116–27 f.Kr.).
För det senare romarrikets historia finns det gott om skrivna källor, men deras sanningshalt är inte självklar. Roms historia är en historia av maktstrider och mord, och den som gripit makten genom våld hade allt att vinna på att framställa sin företrädare i dålig dager. Den kejsare som dog en naturlig död och efterträddes av en nära bundsförvant blev i stället hyllad som en god härskare vars livsverk skulle fortleva. Romforskaren Mary Beard uttrycker det så här med hänvisning till kejsaren Gaius (Caligula): Gaius kan ha blivit mördad för att han var ett monster, men det kan lika väl vara så att han gjordes till ett monster eftersom han blev mördad.

Under många århundraden ansågs de bevarade skrivna källorna förmedla en sann bild av historien. En helt ny inriktning i synen på de antika källorna kom med den tyske historikern Barthold Georg Niebuhrs Römische Geschichte 1811–32. Niebuhr etablerade en källkritisk metod inom historieforskningen och strävade efter att skilja mellan å ena sidan det poetiska och mytologiska innehållet i en text och å andra sidan de historiska data som kunde rekonstrueras med hjälp av texten. Under återstoden av 1800-talet utsattes den romerska historien för en kritisk granskning som skalade av allt mer av sagohistorien. Under 1900-talet utvecklades en delvis hyperkritisk historieforskning av romarriket, representerad av bl.a. Einar Gjerstad, men under de senaste decennierna har en tilltro till det skrivna källmaterialet ökat.[källa behövs]

### Roms mytologiska ursprung
Det finns flera olika myter om Roms ursprung. En av dem handlar om tvillingarna Romulus och Remus, som blev räddade av en varginna när de som nyfödda satts ut för att dö. De grundade tillsammans staden Rom och Romulus blev sedan, enligt myten, Roms första kung efter att ha slagit ihjäl sin bror. En annan ursprungsmyt handlar om hjälten Aeneas från staden Troja i Mindre Asien. Enligt Homeros diktepos Iliaden besegrades Troja av grekerna i det trojanska kriget, som antogs ha ägt rum på 1100-talet f.Kr. Sagan om hur Aeneas flydde från Troja och slutligen slog sig ned i Italien och grundade Rom hade funnits länge i romersk tradition innan poeten Vergilius skrev det romerska nationaleposet Aeneiden ungefär år 20 f.Kr. Båda grundningsmyterna och deras huvudpersoner ansågs sanna av antikens romare, och det gjordes många försök att kombinera dem genom att göra Aeneas till Romulus förfader.

### Roms kungatid

Roms sju kullar

Enligt legenden grundades staden Rom (Roma på latin och italienska) den 21 april 753 f.Kr. av tvillingbröderna Romulus och Remus. Efter att ha slagit ihjäl sin bror blev Romulus år 753 den första av Roms kungar. Språket som talades av romarna var latin och det talades på den tiden bara just där, även om småstater i närheten förmodligen talade ganska likartade språk.
Stadens sju kullar var bebodda redan under företruskisk tid och alltsedan 900-talet f.Kr. av latinare. Sju kungar uppges ha härskat i Rom under en tid av 243 år. För de senare romerska historieskrivarna var kungarna historiska personer. De tre sista var enligt Titus Livius etrusker och den förste av dem, Tarquinius Priscus, sägs ha invandrat till Rom från etruskernas huvudstad Tarquinii, nuvarande Tarquinia. Dagens forskning ser dem – eller åtminstone de tidigare av dem – snarare som mytologiska gestalter, men deras påstådda härstamning från olika grannfolk kan ses som ett tecken på att det tidiga Rom skapades genom inflytande från flera olika kulturer. Att den siste kungen Tarquinius Superbus och hans två närmaste föregångare var (eller antogs vara) etrusker tyder på ett starkt etruskiskt inflytande.
Rom var under hela kungatiden ett av många maktcentra i området och inledningsvis klart mindre och svagare än de etruskiska grannarna. Beteckningen kungarike speglar inte helt samhällets karaktär, som av den nutida romforskaren Mary Beard beskrivs som ”en värld av hövdingadömen och krigarband, inte av organiserade arméer och utrikespolitik”. I mitten på 500-talet f.Kr. beräknas staden, och därmed riket, ha haft 20 000–30 000 invånare. Rom var då ett viktigt men inte enastående maktcentrum i området och fortfarande klart mindre och mera anspråkslöst än några av de grekiska bosättningarna på Sicilien och i Syditalien.

### Romerska republiken

Romerska rikets expansion och fall

Under den romerska republikens tid utvecklades Rom från en stadsstat till ett imperium, som i republikens slutskede omslöt större delen av Medelhavet. 
Republiken grundades då Roms sista kung Tarquinius Superbus störtades 509 f.Kr., och varade i över 450 år. Under senare delen av republiken fördes flera inbördeskrig, och epoken slutar antingen i Julius Caesars mord (44 f.Kr.), slaget vid Actium (31 f.Kr.) eller då Gaius Octavianus fick hederstiteln Augustus (27 f.Kr.). 
Republikens första tid präglades av motsättningar mellan bördsaristokratin (patricierna) och den stora befolkningsmajoriteten (plebejerna), något som gradvis löstes genom att även plebejer kunde väljas till ämbeten och ingå i senaten. De olika städerna och byarna i närområdet låg ofta i fejd med varandra, och under 300-talet erövrade Rom allt större delar av den Apenninska halvön. De besegrade gjordes till medborgare eller allierade med skyldighet att bidra med soldater till Roms växande krigsmakt.  
Republiken regerades av två konsuler som valdes för ett år. Deras viktigaste uppgift var att leda republiken i krig. År 451 f.Kr. utfärdades de första skriftliga lagarna, som kallades de tolv tavlornas lag.
Rom blev större och utökade sina krig mot länderna runt Medelhavet. Efter de tre puniska krigen besegrades Karthago, och Rom underkuvade till slut alla sina fiender. Den snabba tillväxten till ett imperium och rikedomarnas ojämna fördelning orsakade inrikespolitiska spänningar, vilket ledde till blodiga inbördeskrig.

### Romerska kejsardömet
Kejsardömet avlöste den romerska republiken år 31 f.Kr. Skillnaden mellan de två låg framför allt i styrelseskicket; även republiken kontrollerade lydstater. Båda hade staden Rom som sitt centrum. Under sin erövring av Europa var romarriket oftast känt under förkortningen SPQR. Under sin höjdpunkt omfattande det romerska riket med romarna cirka en fjärdedel av jordens dåvarande befolkning.
Under många år gjorde historiker en distinktion mellan principatet, perioden från Augustus till den romerska krisen under 200-talet under dominatet, och perioden från Diocletianus till slutet på Västrom. Enligt denna distinktion ska under principatet (latin: princeps, ”den första”, den enda titel som Augustus gav sig själv) diktaturens verklighet ha hållits dold bakom en republikliknande kuliss; medan dominatet (dominus, ”mästare”) öppet exponerade sin makt med gyllene kronor och överlastade kejserliga ritualer. 
Verkligheten var mer nyanserad: Delar av den romerska administrationen levde vidare i det bysantinska riket mer än tusen år efter att de skapats, och ett kejserligt majestät var knappast okänt i kejsartidens inledning.

#### Västrom och Östrom
Huvudartiklar: Västrom och Östrom
Efter kejsare Theodosius I:s död 395 delades det romerska kejsardömet mellan hans två söner. Denna typ av delning, att dela upp riket i två (ibland i tre eller fyra) administrativa delar, var inte ett nytt koncept och sågs inte av romarna själva som en delning in i separata riken, utan snarare i två administrativa indelningar av samma rike. Exempelvis kunde den ena kejsaren stifta en lag som då automatiskt även gällde i den andra kejsarens halva. Den yngre sonen Honorius ärvde Västrom och den äldre sonen Arcadius ärvde Östrom. Kejsardömet fortsatte som två separata, men sammanlänkade, administrativa indelningar fram tills att den siste västromerske kejsaren Romulus Augustulus avsattes av germanska arméer den 4 september 476. Den sista kejsare som Östrom hade erkänt som Västromersk kejsare, Julius Nepos, dog 480 och då upphörde även titeln ”Västromersk kejsare”. Den östra rikshalvan, det östromerska riket, oftast efter 476 kallat för det bysantinska riket sedan 1500-talet för att skilja på antikens Rom och den medeltida staten, levde kvar fram till 1453 då huvudstaden Konstantinopel föll.

### Efterföljare till romerska riket
Efter Västroms fall 476 har många stater i världen ansett sig vara arvtagare till det romerska riket. Det bysantinska riket, den egentliga fortsättningen av den östromerska administrationen, levde kvar till 1453. Karl den store, kung över frankerna, kröntes av påven Leo III år 800 som ”kejsare över romarna” i ett försök att återupprätta en västromersk stat under katolicismen och ena den västliga kristendomen under något som skulle kunna liknas vid antikens Rom. Samma titel ingick även i påve Johannes XII:s kröning av Otto I 962 som den förste tysk-romerska kejsaren. Trots namnet hade det senare tysk-romerska riket, som varade ända fram tills 1806, ingen egentlig koppling med det antika (och samtida i öst) romerska riket utan var snarare ett försök att utnyttja ett namn som sågs som ärorikt och kristet enande. Även många andra riken använde sig av titeln ”kejsare” i olika former och hävdade därigenom något form av arv från romarriket, däribland tyska kejsardömet, Österrike, första franska kejsardömet, andra franska kejsardömet och Kejsardömet Ryssland. I dag finns inget av dessa kejsardömen kvar och inte heller någon stat som gör anspråk på, eller kan göra ett egentligt och legitimt anspråk på, att vara romarrikets efterföljare.
Påven, en position som härstammar ur det romerska riket, styrde över Kyrkostaten och är i dag statschef för Vatikanstaten.

## Styre och politik

### Förvaltning
Romarrikets förvaltning var i ständig utveckling och nya institutioner skapades efter behov. Den romerska rätten har inspirerat och varit underlag för utvecklandet av den moderna juridiken och rättsväsendet i flertalet av Europas länder.

### Juridik
Romersk rätt (latin jus romanum) är beteckningen på det rättssystem, som utvecklades i det gamla romerska riket, där det nådde sin höjdpunkt under de tre första århundradena efter Kristi födelse (”den klassiska perioden”) och på 500-talet i östromerska rikets huvudstad, Konstantinopel, gjordes till föremål för ett kodifikationsarbete, vars resultat (”den justinianska eller bysantinska rätten”) sedermera fått namnet Corpus juris civilis och för eftervärlden förmedlat kännedomen om den romerska rätten. Slutligen talar man om romersk rätt särskilt med hänsyn till dess framställning i modern tid på den justinianska rättens grundval (”pandekträtten”); namnet härrör från den viktigaste delen av Corpus juris civilis, de så kallade pandekterna.
Den romerska rätten betraktas som en av de mest betydande insatserna i den mänskliga kulturens utveckling, eftersom romarna i sitt rättssystem för första gången förenat en fast logik och formell stringens med ett sinne för det praktiska livets skiftande behov. Förklaringen till detta är romarnas juridiska läggning och förmåga att fixera det i rättsligt hänseende väsentliga i det konkreta fallet, samt sättet som de för rättsutvecklingen viktigaste delarna av den romerska rätten utvecklades på, varvid rättsreglerna växte fram direkt ur det konkreta fallet och dettas lösning. (Jfr Responsa prudentium och Jus honorarium.)

### Militär
Det antika Roms arméer kom att dominera den dåtida världen, men från början påminde den romerska armén mycket om den grekiska. I krigstider ställde varje valkrets i Rom upp ett bestämt antal Centurior soldater. En Centuria bestod i teorin av 100 män (därav ”Cent”uria), men i regel bestod de av 60–80 män. Någon säker förklaring till detta känner man ej till, men utgår ifrån att det orsakats av förluster eller helt enkelt en oförmåga att mobilisera det fulla antalet Centurior i varje valkrets. De olika valkretsarna ställde upp olika typer av trupper beroende på välståndsnivå. De fattigaste valkretsarna ställde upp velites, lätta trupper beväpnade med kastspjut vars uppgift var att medelst sina projektiler understödja huvudfalangens trupper. Motsvarigheten till våra dagars medelklass formade spjutfalangen och basen i den romerska armén. Adeln ställde upp equites, ryttare, för att angripa fienden runt huvudfalangen.

### Indelning
En romersk provins var det romerska rikets största territoriella och administrativa enhet av de områden man kontrollerade utanför Italienska halvön. En provins styrdes av en romersk politiker av senators rang – vanligen en konsul eller en praetor – som tillsattes för en period av ett år. Guvernörerna tilldelades en provins antingen genom lottning eller, i synnerhet när det handlade om provinser som drabbades av invasioner eller uppror, genom direkt tillsättning. Det var då i allmänhet erfarna konsuler som tillsattes. Antalet legioner i en provins varierade också efter behov och till exempel hade Lusitania ingen permanent legion över huvud taget samtidigt som Germania Inferior härbärgerade fyra legioner.
Sicilien blev den första romerska provinsen 241 f.Kr., efter att ha erövrats i det första puniska kriget (264–241 f.Kr.). Därefter varierade både antalet provinser och storleken på dem över tiden. Pannonien och Moesia delades till exempel upp i mindre provinser för att garantera att en enda guvernör inte fick för mycket makt. Under Principatet ställdes några av de mest oroliga provinserna direkt under kejsaren.
Skattesystemet reformerades redan under Augustus. De självägande publikanerna, som endast i fall av grova förseelser kunnat ställas till svars för skatteuppbäringen ersattes med statligt utnämnda prokuratorer, en titel även ståthållare i mindre provinser fick bära. Skattesystemet reformerades även för att bli mer kontrollerat, och i huvudsak uppbars kapitationsskatt och fastighetsskatt, den senare baserad på ägornas storlek.

## Demografi

### Språk
Romarnas rike hade i praktiken två officiella språk: i väster latin och i öster mestadels grekiska.

#### Latin i väst
Språket latin som talades i Rom bildade även det latinska skriftspråket. Sannolikt utvecklades latinet från det etruskiska skriftspråket, som i sin tur byggde på en modifikation av det grekiska alfabetet. Etruskerna var mellersta Italiens ledande folk fram till 400-talet f.Kr. och romarnas närmaste grannar i norr. Det latinska alfabetet skapades och har använts av många olika folk genom tiderna och används än i dag, 2 500 år senare. Fram till 200-talet f.Kr. bestod det romerska folket till stora delar av bönder och soldater, vilka inte skrev speciellt mycket. Därefter, när romarriket växte och började bli ett betydande ekonomi-, handels- och maktcentrum, blev statsmakten starkt kopplad till det latinska språket. Viktiga romerska författare och historieskrivare som Vergilius, Horatius, Cicero, Tacitus och Caesar skrev alla på latin och dessa hörde till eller hade kopplingar till det översta maktskiktet i Rom. Romersk utbildning var i stor utsträckning en utbildning i retorik. Man lade stor vikt vid konsten att kunna komponera och framföra tal och man läste mycket litteratur för att kunna berika sitt språk. Att kunna behärska språket var i mångt och mycket en framgångsfaktor i Rom.
Romarna var ett erövrarfolk som tog stora delar av Europa i besittning. Den starka centralmakten upprätthölls genom att man snabbt såg till att de erövrade områdena övervakades av en fungerande romersk administration. Ståthållare och militärer, skatteindrivare, domare och tullare tillsattes och romerska köpmän tog över handeln. För många i lokalbefolkningen var det fördelaktigt att lära sig latin för att kunna avancera i samhället och göra karriär. Till exempel var latin det enda talade språket inom armén och i de skolor som fanns skedde undervisningen på latin och i viss mån på grekiska.
Kristendomens frammarsch bidrog också starkt till att sprida latinet till hela riket. Kristna texter översattes från grekiska till latin och på 300-talet blev kristendomen i praktiken det romerska rikets statsreligion efter kejsar Konstantins omvändelse. De kristna använde nästan uteslutande latinet som sin kyrkas språk och detta gjorde efter hand att även befolkningen på den västeuropeiska landsbygden talade latin. De romanska språk som talas i många länder i och utanför Europa är latinets arvtagare.

#### Grekiska i öst
Till skillnad från de erövrade områdena i väster, där latinet systematiskt infördes, lät romarna grekiskan vara kvar som administrationens och maktens språk i öster. Även i Rom åtnjöt grekiskan hög status och bildade romare lärde sig grekiska. Romerska författare som Marcus Aurelius, Suetonius och Julius Caesar skrev vissa av sina verk på grekiska. Grekiskan var kristendomens första skriftspråk, då de centrala texterna, däribland Nya Testamentet, skrevs på grekiska.
Skillnaden i språk tros vara en stor anledning till romarrikets delning i en östlig och en västlig halva år 395. Kejsar Konstantin hade 70 år tidigare grundat staden Konstantinopel (nuvarande Istanbul) vilken kom att bli Östromerska rikets huvudstad.

## Kultur

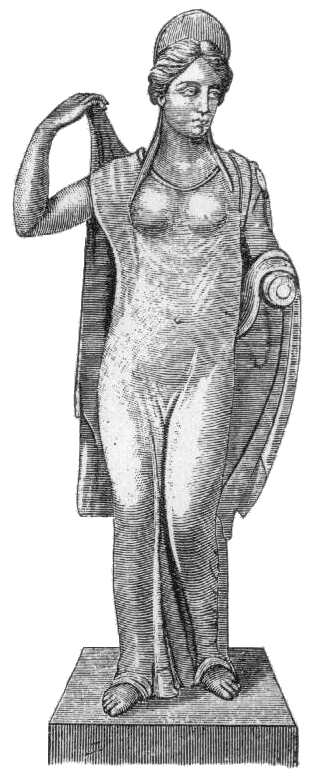
Romersk bronsstatyett från svensk järnålder, funnen i Össby, Gräsgård socken i Öland av en dräng

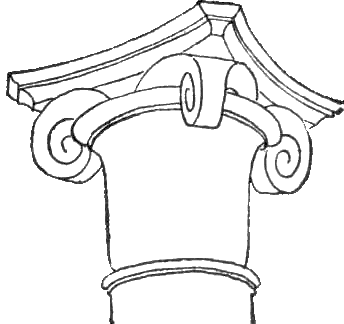
Romerskt kompositakapitäl

Under 300- och 200-talen erövrade Rom hela Apenninska halvön och när de började underkuva de andra stormakterna kring Medelhavet under 100-talet f.Kr. inlemmades de själva i den hellenistiska kultursfären. Inledningsvis skedde detta genom att romerska guvernörer köpte upp eller rövade bort de enorma mängder grekisk konst som fanns i de erövrade områdena. Grekiska konstnärer kom snart att immigrera till Italien och den grekiska konsten ställdes så i romersk tjänst. Resultat blev en i grunden hellenistisk konst med specifika romerska drag.
Den romerska republiken blev ett kejsardöme 27 f.Kr. och den romerska konsten kom därefter att lyda under centrala direktiv och den uppvisar således större enhetlighet än den grekiska. När romersk konst och arkitektur började spridas i Västeuropa var det i koloniseringens spår – några egentliga regionala variationer förekom inte. 
Där Västeuropa var ett outvecklat område som försågs med romersk konst och arkitektur och snabbt anammade det latinska språket, förblev den östra medelhavsregionen hellenistisk och långt efter att även Grekland blivit en del av det romerska riket fortsatte den kulturella strömmen att flöda från Grekland till Rom.
Den romerska arkitekturen byggde liksom den romerska konsten på den grekiska, men skilde sig från den med sina bågar, valv och kompositaordning; och genom sin större skala, användandet av naturlig cement och starkare anknytning till staden.

### Kvinnors ställning
Kvinnor hade en relativt fri ställning i antikens Rom även om den skiftade under tidens lopp, från att ha varit strikt under den tidiga republiken till att bli friare under den senare republiken och kejsardömet. I kontrast till kvinnor i det klassiska Aten levde romerska kvinnor inte isolerade från samhället i könssegregering utan hade tillgång till en viss bildning och kunde verka i de flesta yrken utom de politiska och militära, och även i religiösa ämbeten av stor prestige.

### Utbildning
Utbildningen i romarriket var indelad i tre stadier och undervisningen utgjordes i första hand av retoriken, konsten att tala väl. Nästan alla pojkar från 7 till 11 år gick i den s.k. elementaskolan, där de lärde sig att läsa, skriva och räkna. Flickorna lärde sig hushållning hemma av sin mor, men det var normalt även för flickor att gå i elementarskolan. 
Föräldrarna var skyldiga att betala för barnens skolgång och majoriteten av föräldrarna hade råd med detta. Skolan låg i det fria och oftast i en pelargång nära gatan. Aga var vanligt förekommande under skoldagen. Skoldagen varade under förmiddagens timmar. Under de stora marknadsdagarna, nundinae, som inföll var åttonde dag, och under sommarmånaderna var skolan stängd.

#### Mellanskolan
Pojkarna ur de förmögnare kretsarna, i åldern 11–15 år, fortsatte sina studier i en mellanskola. Undervisningen togs hand av en grammaticus, som lärde sina elever i latin och grekiska. Efter att ha läst sitt eget språk en längre tid och lärt sig grunderna inom grekiska, läste man de stora författarna. Realämnen i våra dagars utsträckning fanns inte, utan barnen lärde sig om historia, geografi och biologi i samband med de litterära texterna.
Flickor ur de förmögnare kretsarna fick ofta undervisning av grammaticus hemma snarare än i en skola, och många kvinnor ur den romerska överklassen var omtalade för sin bildning och breda akademiska kunskap.

#### Retorikskolan
En liten och utvald grupp med pojkar var förutbestämd att göra en karriär inom politiken eller juridiken. I retorikskolan lärde de sig retorikens grunder. Eleverna skulle kunna bygga upp sina tal väl, lägga fram sina argument i rätt ordning och tala för sin sak med en bra övertalningsförmåga. Delar av kända politiska tal skulle eleverna lära sig utantill.
Till skillnad från i Grekland är kvinnliga retoriker kända i Rom, ofta sedan de fått hemundervisning i retorik.